# Área salvaje Colonel Bob
El área salvaje Colonel Bob (en inglés: Colonel Bob Wilderness) en un área salvaje de los Estados Unidos ubicada en la esquina suroeste del bosque nacional Olympic, en el Estado de Washington. Recibe su nombre en honor del orador del siglo XIX Robert G. Ingersoll. El lago Quinault se encuentra a unos 15 km al oeste. Las elevaciones en el área salvaje varían de 90 a más de 1370 metros sobre el nivel del mar.
El páramo es bosque templado húmedo con precipitaciones anuales mayores a los 3,81 metros. Se tiene acceso por medio de la carretera que pasa el South Shore Road Quinault Lake, al norte, o por la FS 2204 en el sur.
El área salvaje es gestionada el Servicio Forestal de los Estados Unidos.